# Eleonora Fersino
Eleonora Fersino, född 24 januari 2000 i Chioggia i Italien, är en volleybollspelare (libero). 
Fersino började spela i Volley Clodia, ett lag från hennes hemstad. Hon gick som fjortonåring över till Pool Piave i Noventa di Piave. Där bytte hon också spelposition till libero från att tidigare varit spiker. Pool Piave är farmarlag till elitlaget Imoco Volley och i juni 2018 gick hon över till dem för säsongen 2018-2019. Med dem vann Supercoppa italiana två gånger (2019 och 2020), italienska mästerskapet en gång (2018/2019), världsmästerskapet i volleyboll för klubblag 2019 och Coppa Italia 2019-20. Säsongen 2020/2021 gick hon över till Volley Bergamo och säsongen efter till AGIL Volley.
Fersino spelade i Italiens juniorlandslag och debuterade i seniorlandslaget 2021. Med dem vann hon Volleyball Nations League 2022.